# László Tőkés

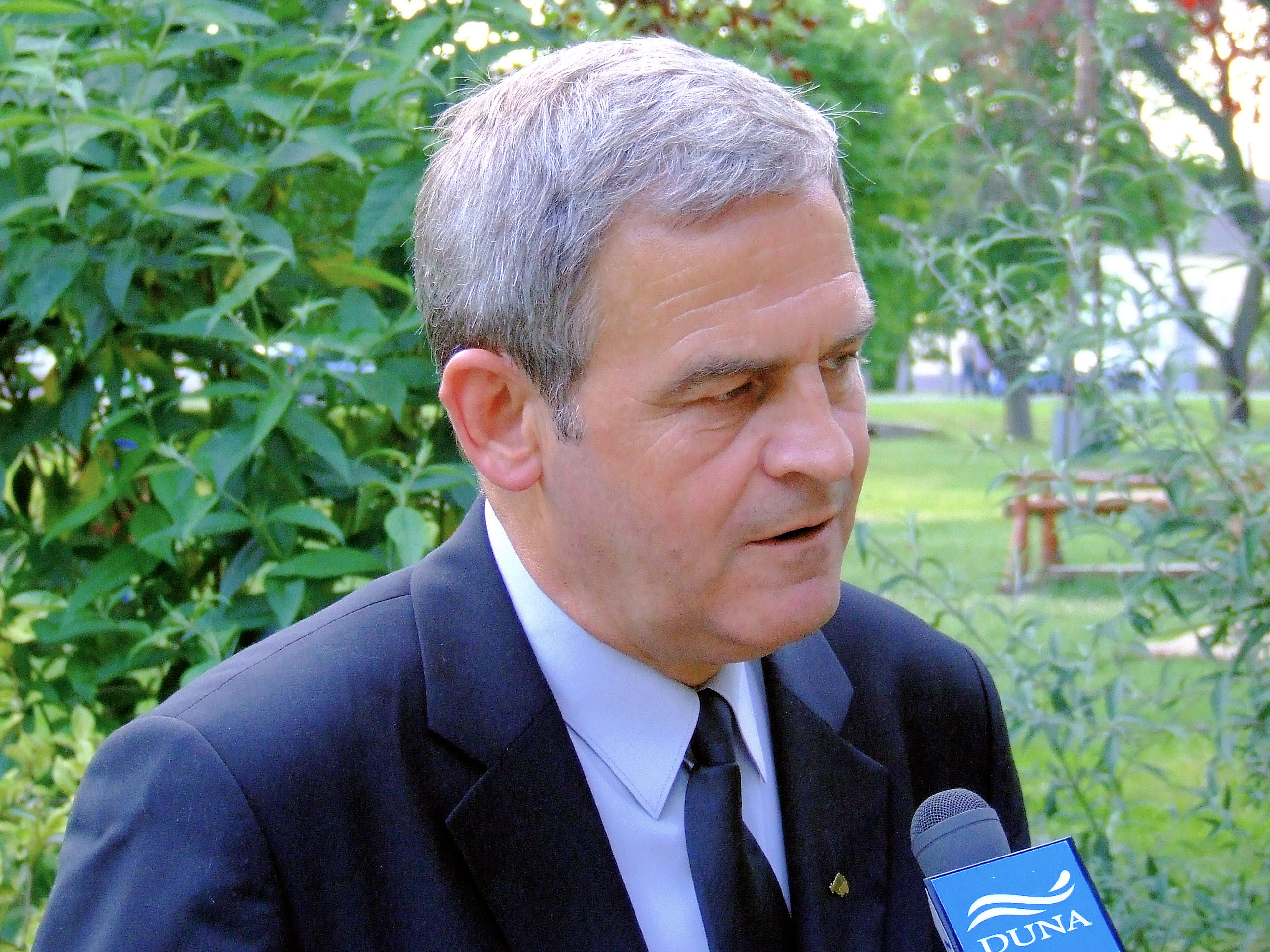
László Tőkés

László Tőkés (Cluj, 1 april 1952) is een Hongaars-Roemeens politicus, predikant en bisschop van de Hongaarse Gereformeerde Kerk in Piatra Craiului (Királyhágómellék in het Hongaars), Transsylvanië, Roemenië.
Tőkés was aanvankelijk lid van de Democratische Unie van Hongaren in Roemenië. Hij is sinds de oprichting lid van de Hongaarse Nationale Raad van Transsylvanië (Hongaars: Erdélyi Magyar Nemzeti Tanács), waar hij op dit moment voorzitter van is.
Een poging om Tőkés te ontheffen van zijn functie als hulppredikant in Timișoara en om hem uit zijn woning te zetten vormde de aanzet tot de Roemeense Revolutie van 1989, die een einde maakte aan het communistische bewind in het land.

## Familie
László Tőkés is de zoon van István Tőkés, hoogleraar theologie en voormalig hulpbisschop van de Hongaarse Gereformeerde Kerk. László Tőkés was getrouwd met Edit Joó, met wie hij twee zoons, Máté en Márton, en een dochter, Ilona, heeft. Máté schreef in 2005 het boek Egymás tükrében ("In elkaars spiegel"), over de ervaringen van zijn ouders en andere familieleden tijdens de revolutie van 1989. In 2010 vroeg Edit een scheiding aan die in 2011 via de rechtbank werd bevestigd. Edit beschuldigde László onder andere van het hebben van meerdere buitenechtelijke affaires.(ro)  In 2013 hertrouwde László Tőkés met de Hongaars-Roemeense muzieklerares Lévay Tünde en kort daarna kregen zij samen een zoon.

## Dissident
Tőkés was, net als zijn vader, een criticus van het bewind van president Nicolae Ceaușescu. Als dominee in Dej droeg Tőkés bij aan het verboden Hongaarstalige tijdschrift Ellenpontok ('Contrapunten' 1981-1982). Naar aanleiding van een artikel over mensenrechtenschendingen in Roemenië kreeg de Roemeense geheime dienst Securitate lucht van Tőkés. Hij werd overgeplaatst naar het dorpje Sânpetru de Câmpie, maar weigerde te vertrekken. In plaats daarvan bracht hij twee jaar door in het huis van zijn ouders in Cluj.
De situatie rond Tőkés werd onder meer besproken in de Amerikaanse Senaatscommissie voor Buitenlandse Zaken. Mede hierdoor werd hij benoemd tot hulppredikant in Timișoara, waar hij preekte tegen het Roemeense regeringsbeleid van systematisering, waarbij de infrastructuur van dorpen en steden radicaal werd veranderd. Vooral de Hongaarse gemeenschap in Roemenië zag dit als een bedreiging, hoewel Tőkés geen onderscheid maakte tussen Hongaren en Roemenen, en pleitte voor solidariteit tussen de groepen.
In de zomer van 1988 organiseerde hij binnen de Hongaarse Gereformeerde Kerk een oppositiebeweging tegen de systematisering. Hierdoor kwam hij wederom in de aandacht van de Securitate. Nadat de geheime dienst bezwaar had gemaakt tegen een Hongaars cultureel festival op 31 oktober 1988 verbood bisschop László Papp alle jongerenactiviteiten in het Roemeense gedeelte van de Banaat. Tőkés werkte desondanks samen met een Roemeens-orthodoxe bisschop aan een festival in de lente van 1989.
Op 31 maart 1989 verbood Papp Tőkés om nog langer in Timișoara te preken. Hij werd overgeplaatst naar de afgelegen gemeente van Mineu. Tőkés weigerde, en zijn kerkgemeente steunde hem. De bisschop begon een rechtszaak om hem uit zijn pastorie te laten zetten. Zijn toelage werd gestopt, en zijn boekje met voedselbonnen werd hem afgenomen. Zijn kerkgangers bleven hem echter steunen en van voedsel voorzien. Een aantal van hen werd om deze reden gearresteerd en in elkaar geslagen. Ten minste één aanhanger en tevens kerkenraadslid van Tőkés, Ernő Ujvárossy, werd dood aangetroffen in de bossen rond Timișoara. Nader onderzoek wees uit dat hij vermoord was. Tőkés' vader werd korte tijd vastgehouden.
De rechtbank beval op 20 oktober Tőkés' uitzetting uit zijn woning. Hij ging in hoger beroep. Op 2 november vielen vier mensen, gewapend met messen, zijn woning binnen. Agenten van de geheime dienst keken toe terwijl Tőkés en zijn vrienden de belagers probeerden af te weren. De Roemeense ambassadeur werd op het matje geroepen bij het Hongaarse ministerie van Buitenlandse Zaken. Ondertussen was de uitzetting van Tőkés in hoger beroep bevestigd. Als datum voor de uitzetting werd zaterdag 15 december 1989 vastgesteld.

## December 1989
Met de datum van 15 december in aantocht begonnen de aanhangers van Tőkés een wake rond zijn woning. Op de dag van de uitzetting zelf vormden zij een menselijke ketting rond de woning; de troepen die de uitzetting hadden moeten voltrekken kwamen er niet doorheen. Tőkés bedankte de menigte, maar adviseerde ze om te vertrekken. Een paar honderd aanhangers bleven desondanks bij de woning waken.
Tőkés' zwangere vrouw Edit werd ziek. Op 16 december bracht de huisarts een bezoek aan haar. Binnen een half uur stond ook de burgemeester van Timișoara op de stoep met drie andere artsen. Die raadden haar aan om naar het ziekenhuis te gaan, maar op advies van de huisarts weigerde zij.
De menigte rond de woning groeide, doordat jonge Roemenen zich bij de protesterende etnisch-Hongaarse kerkgangers aansloten. Tőkés sprak met de burgemeester, en raadde de menigte opnieuw aan te vertrekken. De menigte bleef echter. De burgemeester liep weg, kwam enkele uren later terug, en beloofde dat Tőkés niet zou worden uitgezet. De menigte bleef nog altijd; een aantal van hen begon Tőkés te beschuldigen van collaboratie met de autoriteiten. Zij eisten een schriftelijke intrekking van het besluit om Tőkés over te plaatsen en uit te zetten. De burgemeester beloofde om binnen een uur hiermee te komen.
Na onderhandelingen van Tőkés, de burgemeester, de locoburgemeester en andere betrokkenen gaf de burgemeester een ultimatum aan de menigte: als zij voor 17:00 uur niet zouden zijn vertrokken, zou de brandweer waterkanonnen inzetten. Tőkés drong bij de menigte opnieuw aan op vertrek, maar de massa weigerde wederom. Zij riepen Tőkés op om uit zijn woning te komen en zich op de straat bij hen aan te sluiten.
De menigte negeerde het ultimatum. Toen het verstreek werden er geen waterkanonnen ingezet. Rond 19:00 uur was de massa verder gegroeid, nadat plaatselijke studenten zich hadden aangesloten. Rond 19:30 hief men het verboden lied Deșteaptă-te, române! ("Word wakker, Roemeen!") aan. Dit lied was in 1947 verboden, en was eerder gezongen tijdens demonstraties in Brașov in november 1987.
De menigte begon zich tegen de politiek te keren, met leuzen als "Weg met Ceaușescu!", "Weg met het bewind!" en "Weg met het communisme!" De menigte trok van de woning van Tőkés naar het stadscentrum van Timișoara. Bij het hoofdkwartier van de communistische partij gooide men stenen naar het pand. Rond 22:00 dreven ordetroepen hen met waterkanonnen terug naar de woning van Tőkés. De menigte wist de kanonnen in handen te krijgen, en gooide ze in de rivier de Bega.
De demonstraties gingen de volgende dagen door. Op maandag 17 december vuurde het leger schoten af op de menigte. Het aantal doden dat hierbij viel is niet met zekerheid vastgesteld, maar ligt tussen de 70 en 100. Op bevel van Elena Ceaușescu werden 40 stoffelijke overschotten per vrachtwagen naar Boekarest vervoerd. Na een crematie aldaar konden ze niet meer geïdentificeerd worden.
Op 18 december protesteerden arbeiders uit Timișoara, en op 20 december was de stad volledig in opstand.

## Bisschop van Piatra Craiului
Tőkés werd in 1989 gekozen als bisschop van Oradea, als opvolger van de afgezette bisschop László Papp. In 2004 werd hij herkozen voor een periode van zes jaar. Tijdens zijn ambt werkte Tőkés aan de reorganisatie van zijn kerk en aan de vernieuwing van het kerkelijke leven. Hij benadrukte het belang van Hongaarstalig onderwijs, van sociale verantwoordelijkheid en van missionair werk. Zijn belangrijkste streven - tot op heden tevergeefs - is het terugwinnen van de in beslag genomen eigendommen en scholen van de kerk.
Ondanks financiële problemen heeft hij nieuwe sociale en educatieve instellingen opgericht, zoals de Christelijke Universiteit van Partium (1999), de eerste Hongaarstalige privé-universiteit in Roemenië. Andere projecten zijn een kinderopvang in Oradea, een weeshuis in Aleșd, een gezondheidscentrum in Arduzel, een basisschool in Salonta en een verpleeghuis in Tinca.

## Europees Parlement
In oktober 2007 werd bekend dat László Tőkés zich kandidaat had gesteld voor de eerste Roemeense verkiezingen voor het Europees Parlement in november 2007. Hij wilde daarmee in Roemenië woonachtige Hongaren vertegenwoordigen. Hij werd verkozen en maakte sinds 10 april 2008 deel uit van de fractie De Groenen/Vrije Europese Alliantie.
In 2009 behaalde Tőkés wederom een mandaat vanuit de Hongaarse gemeenschap van Roemenië in het Europarlement. Sindsdien maakt hij deel uit van de fractie van de Europese Volkspartij (Christen-Democraten).
In 2014 werd Tőkés herkozen, nu voor de Hongaarse partij Fidesz.

## Onderscheiding
- In 2016 ontving hij, in reactie op het intrekken van zijn Roemeense Orde van de Ster, uit handen van president Janos Ader de Hongaarse Orde van Eer.[3]
- In 1991 werd Tőkés onderscheiden met de Geuzenpenning.
- In 1990 ontving hij de Four Freedoms Award voor godsdienstvrijheid.
- In 1990 werd Tőkés geridderd in de Orde van de Ster van Roemenië voor zijn aandeel in de Roemeense Revolutie, in 2016 werd deze hem weer ontnomen[4][5]
- In 1990 is hij onderscheiden met de Robert Schuman medaille van de EVP fractie van het Europees Parlement
- In 1990 ontving hij de Hongaarse Petőfi Prijs voor zijn aandeel in de Roemeense Revolutie.[6]

- Bibsys: 90531396
- Bibliothèque nationale de France: cb12354041j (data)
- Catàleg d'autoritats de noms i títols de Catalunya: 981058617012706706
- Gemeinsame Normdatei: 119032562
- International Standard Name Identifier: 0000 0001 1053 694X
- Library of Congress Control Number: n90674493
- Nationale Bibliotheek van Roemenië: 000225433
- Nederlandse Thesaurus van Auteursnamen: 130643580
- Système universitaire de documentation: 032527268
- Virtual International Authority File: 35257529
- WorldCat: E39PBJhxqRQrdmj6MpVRXdGT73